# Colin Ford
Pour les articles homonymes, voir Ford (homonymie).
Colin Ford est un acteur américain, né le 12 septembre 1996 à Nashville dans le Tennessee.
Il commence sa carrière, très tôt, en jouant notamment dans des longs métrages tels que Fashion victime (2002), Dumb and Dumberer : Quand Harry rencontra Lloyd (2003), King Rising, au nom du roi (2006)... mais se fait réellement connaître par le rôle du jeune Sam Winchester, dans la série télévisée fantastique Supernatural (2007-2016), qui lui vaut le Young Artist Awards.
Dès lors, il alterne cinéma et télévision : il joue dans les films Push (2009), Nouveau Départ (2011), Disconnect (2012), Jamais sans mes enfants (2012) et apparaît dans de nombreuses séries télévisées.
En 2010, il est la vedette du téléfilm pour enfants Jack et le Haricot magique, puis, il prête sa voix au héro principal dans la série d'animation Jake et les Pirates du Pays imaginaire (2011-2013). Il fait ensuite parti de la distribution principale de la série de science-fiction Under the Dome (2013-2015). En 2019, il intègre l'univers cinématographique Marvel pour le blockbuster attendu Captain Marvel et il porte la série post-apocalyptique Daybreak de Netflix.

## Biographie

### Jeunesse et débuts de carrière précoces
Colin Ford aspire très tôt à une carrière d'acteur, dès l'âge de quatre ans, lorsqu'il obtient son premier emploi en tant que mannequin, à Atlanta, en Georgie.
À l'âge de cinq ans il joue dans son premier long métrage pour la comédie Fashion victime portée par Reese Witherspoon, sortie en 2002. L'année suivante, il incarne la version jeune du personnage joué par Eric Christian Olsen dans la comédie Dumb and Dumberer : Quand Harry rencontra Lloyd.
En 2005, il fait ses débuts à la télévision en jouant dans un épisode de la série fantastique Smallville, du réseau The CW Television Network. Il termine ses études juste avant d'être rappelé par ce même réseau pour jouer la version jeune du rôle de Sam Winchester dans Supernatural, à partir de 2007 et jusqu'en 2016, ce qui le fait connaître au grand public et lui permet de remporter son premier Young Artist Awards.
Parallèlement, en 2006, il commence ses activités dans le domaine du doublage pour les besoins du film d'animation de John A. Davis, Lucas, fourmi malgré lui. La même année, il est à l'affiche du drame historique King Rising, au nom du roi avec Jason Statham sous la direction de Uwe Boll.
En 2009, il joue la version jeune du personnage incarné par Chris Evans dans le thriller Push. L'année suivante, il est la vedette du téléfilm Jack et le Haricot magique, basé sur le conte anglais éponyme. Ce rôle lui vaut son second prix lors des Young Artist Awards. Il reste fidèle à ce personnage et signe ensuite pour prêter sa voix à la série d'animation Jake et les Pirates du Pays imaginaire.

### Entre cinéma et télévision

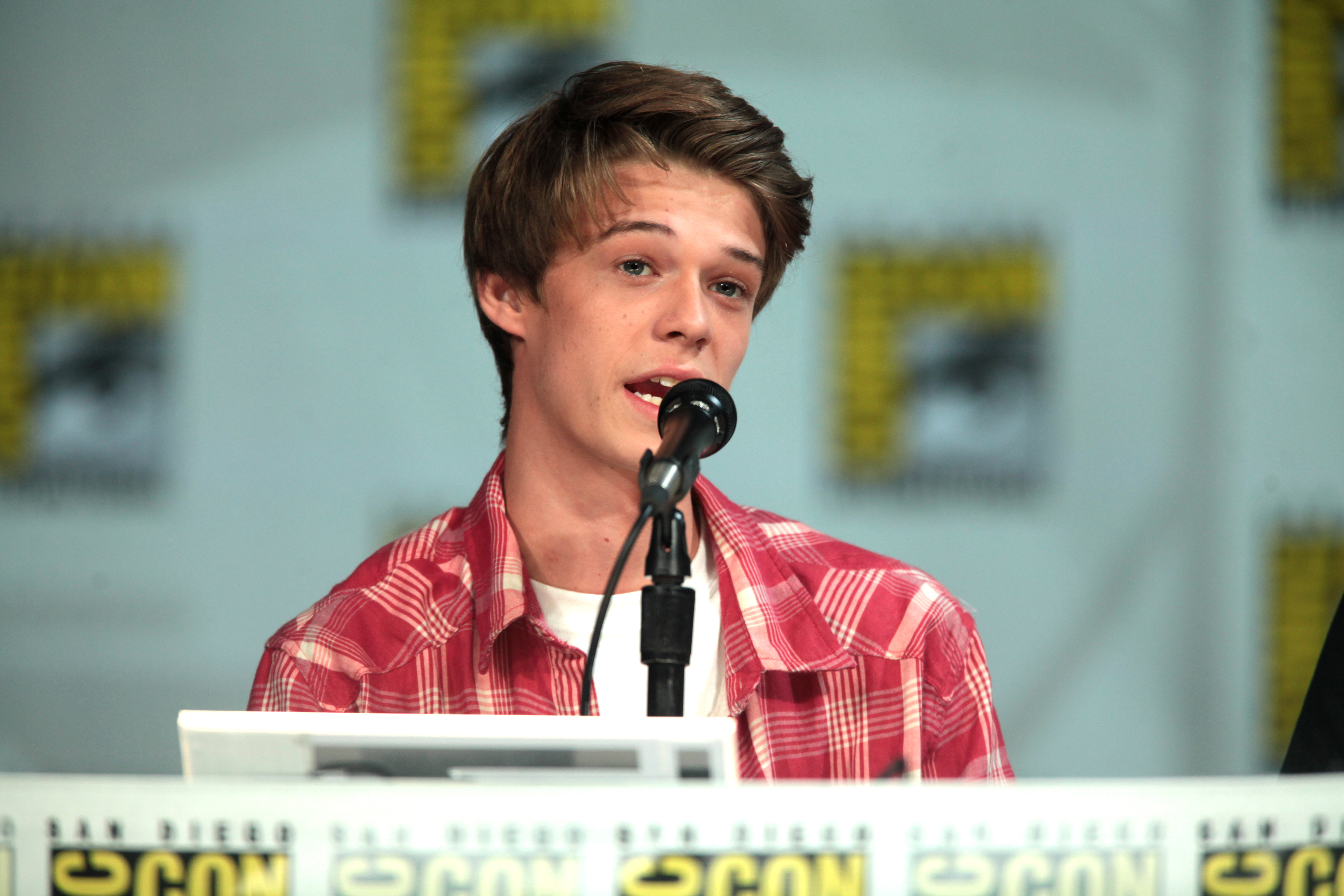
Lors de l'édition 2014 de la Comic-Con de San Diego, pour la promotion de la série Under the Dome.

En 2011, Colin Ford joue un rôle important dans la comédie dramatique Nouveau Départ. Il est le fils à l'écran de Matt Damon. Il a étudié à la Campbell High School, la même école que son autre partenaire dans le film, Elle Fanning.
En 2012, il est à l'affiche de trois longs métrages : les thrillers Jamais sans mes enfants avec Ray Liotta, Joel Moore et Billy Burke et Disconnect avec Jason Bateman et Alexander Skarsgård et le film catastrophe Eye of the Hurricane.
L'exposition de Nouveau Départ lui permet de rejoindre, le 15 janvier 2013, la distribution de la série estivale de CBS, Under The Dome. La série de science-fiction est adaptée du roman de Stephen King. Ce show est composé de trois saisons, diffusées jusqu'en 2015. Grâce à ce rôle, il est proposé pour le Saturn Awards du meilleur jeune acteur dans une série télévisée.
Coutumier des apparitions en tant qu'invité dans des séries télévisées (Private Practice, Hawaii 5-0, Revolution, Mob Doctor…), en 2017, il joue dans un épisode de la série Kevin (Probably) Saves the World.
L'année suivante, après une pause de cinq ans, il revient au cinéma et joue un second rôle dans le drame de fantasy, Every Day de Michael Sucsy. Il intègre ensuite l'univers cinématographique Marvel et décroche un rôle dans le blockbuster attendu Captain Marvel, qui sort en 2019 aux côtés de Brie Larson, Samuel L. Jackson, Ben Mendelsohn et Jude Law.
En fin d'année 2019, il est la vedette d'une teen-série de zombies, distribuée par Netflix, Daybreak, qui rend notamment hommage au cinéma des années 1980. Le programme est adapté d'un roman graphique du même nom. Il s'agit d'une série post-apocalyptique essentiellement destinée à un public adolescents,,,.

## Filmographie

### Longs métrages
- 2002 : Fashion victime de Andy Tennant : Clinton Jr.
- 2003 : Dumb and Dumberer : Quand Harry rencontra Lloyd de Troy Miller : Llyod à cinq ans
- 2004 : The Work and the Glory de Russel Holt : Matthew Steed
- 2005 : The Work and the Glory 2: American Zion de Sterling Van Wagemen : Matthew Steed
- 2006 : Lucas, fourmi malgré lui de John A. Davis : Red Teammate 4 (voix)
- 2006 : King Rising, au nom du roi de Uwe Boll : Zeph
- 2007 : À la recherche du Père Noël de Robert Zappia et Darrell Van Citters : Dart (voix, vidéofilm)
- 2007 : Dog Days of Summer de Mark Freiburger : Jackson Patch
- 2008 : Lake City d'Hunter Hill et Perry Moore : Clayton
- 2009 : Push de Paul McGuigan : Nick Gant, jeune
- 2011 : Nouveau Départ de Cameron Crowe : Dylan Mee
- 2011 : All Kids Count de Michael J. Nathanson : Jim
- 2011 : In My Pocket de David Lisle Johnson : Stephen, jeune
- 2012 : Disconnect de Henry Alex Rubin : Jason Dixon
- 2012 : Jamais sans mes enfants de Doug Lodato : DJ
- 2012 : Eye of the Hurricane de Jesse Wolfe : Mike Ballard
- 2018 : Every Day de Michael Sucsy : Xavier
- 2018 : Family Blood de Sonny Mallhi : Kyle
- 2018 : Extracurricular Activities de Jay Lowi : Reagan Collins (postproduction)
- 2019 : Captain Marvel de Anna Boden et Ryan Fleck : Steve Danvers
- 2020 : Mon grand-père et moi (The War with Grandpa) de Tim Hill : Russell

### Courts métrages
- 2004 : Moved de Scott Ippolito et Jim Issa : Noel Franks, jeune
- 2016 : Lockdown de Max Sokoloff : Brandon
- 2019 : Cactus Boy de Chris Brake : Winston Prickle
- 2019 : Margot de Logan Polish : John

### Téléfilms
- 2006 : Faceless de Joe Carnahan : Max
- 2007 : American Family de John Fortenberry : Caleb Bogner
- 2010 : Jack et le Haricot magique de Gary J. Tunnicliffe : Jack

### Séries télévisées
- 2005 : Smallville : Evan Gallagher à 7 ans (saison 4, épisode 20)
- 2006 : Close to Home : Juste Cause : Hal Brooks (saison 2, épisode 5)
- 2007 : Journeyman : Aeden Bennett, jeune (saison 1, épisode 10)
- 2007 : Side Order of Life : Baby Puree (voix, 1 épisode)
- 2007-2016 : Supernatural : Sam Winchester, jeune (6 épisodes)
- 2008 : Can You Teach My Alligator Manners? : Mickey (voix, 10 épisodes)
- 2010 : Private Practice : Seth (saison 3, épisode 14)
- 2010 : Les Experts : Miami : Cody Williams (saison 8, épisode 22)
- 2010 : Hawaii 5-0 : Evan Lowry (saison 1, épisode 2)
- 2010-2017 : Les Griffin : rôle divers (voix, 11 épisodes)
- 2011-2013 : Jake et les Pirates du Pays imaginaire : Jake (voix , 42 épisodes)
- 2012 : Revolution : Michael (saison 1, épisode 7)
- 2012-2013 : Mob Doctor : Sam Cooper (2 épisodes)
- 2013-2014 : Princesse Sofia : Axel / Prince Hugo (voix, 2 épisodes)
- 2013-2015 : Under The Dome : Joe McAlister (39 épisodes)
- 2017 : American Dad! : Un étudiant / Derrick (voix, 2 épisodes)
- 2017 : Kevin (Probably) Saves the World : Max Owens (1 épisode)
- 2019 : Daybreak : Josh Wheeler (rôle principal - 10 épisodes)
- 2019 : All Rise : Billy Webb (1 épisode)
- 2023 : Monstre : The Dahmer story : Chazz

## Distinctions
Sauf indication contraire, les informations mentionnées dans cette section peuvent être confirmées par la base de données cinématographiques IMDb,  présente dans la section « Liens externes ».

### Récompenses
- Young Artist Awards 2010 : meilleure performance par un jeune acteur dans une série télévisée pour Supernatural
- Young Artist Awards 2011 : meilleure performance par un jeune acteur dans un vidéofilm pour Jack et le Haricot magique
- Young Artist Awards 2012 : meilleure performance de doublage par un jeune acteur dans Jake et les Pirates du Pays imaginaire

### Nominations
- Young Artist Awards 2008 : meilleure performance par un jeune acteur invité dans une série télévisée pour Journeyman
- Young Artist Awards 2009 : 
  - meilleure performance par un jeune acteur dans un second rôle pour Lake City
  - meilleure performance de doublage par un jeune acteur dans À la recherche du Père Noël
- Young Artist Awards 2011 : meilleure performance par un jeune acteur invité dans une série télévisée pour Les Experts : Miami
- Young Artist Awards 2012 : meilleure performance par un jeune acteur dans un second rôle pour Nouveau Départ
- 40e cérémonie des Saturn Awards 2014 : meilleur jeune acteur dans une série télévisée pour Under the Dome